# Coris caudimacula
 Coris caudimacula és una espècie de peix de la família dels làbrids i de l'ordre dels perciformes.

## Morfologia
Els mascles poden assolir els 20 cm de longitud total.

## Distribució geogràfica
Es troba des del nord del Mar Roig fins a Sud-àfrica i la costa nord-oest d'Austràlia.